# Pimlico Station
Pimlico Station er en London Underground-station i Pimlico, City of Westminster. Den er på Victoria line mellem Victoria og Vauxhall i takstzone 1. Stationen åbnede den 14. september 1972, mere end et år efter driften på resten af banen var begyndt.
Pimlico Station var en sen tilføjelse til den sidste del af Victoria line mellem Victoria og Brixton, og er den eneste station på banen, hvor der ikke er skiftemulighed med en anden Underground- og/eller fjerntogsbane. Det var den sidste Underground-station, der åbnede, før den første del af Piccadilly lines Heathrow-forlængelse blev åbnet til Hatton Cross i 1975.
Hovedindgangen er på hjørnet af Bessborough Street og Rampayne Street. Den er en del af en kontorblok, der indtil 2006 udelukkende blev benyttet af Office for National Statistics, bortset fra stationen og en aviskiosk. Der er to øvrige indgange, i Lupus Street og på den anden side af Bessborough Street. Disse har både ramper og trapper, hvilket giver adgang for kørestolsbrugere. Der er dog stadig nogle få trin ned til billethallen.

## Transportforbindelser
London buslinje 24, 185, 360, 436, C10 og natlinje N2.

## Galleri
- Sydgående perron, set mod nord.
- Nordgående perron, set mod syd.
- Oplyst rondel på perron.
- Motiv på perron. Prikkerne repræsenterer moderne kunst på det nærliggende galleri, Tate Britain.